# Думонт
Думонт (порт. Dumont) — муниципалитет в Бразилии, входит в штат Сан-Паулу. Составная часть мезорегиона Рибейран-Прету. Входит в экономико-статистический микрорегион Рибейран-Прету. Население составляет 7288 человек на 2006 год. Занимает площадь 110,866 км². Плотность населения — 65,7 чел./км².

## Статистика
- Валовой внутренний продукт на 2003 год составляет 64 745 636,00 реалов (данные: Бразильский институт географии и статистики).
- Валовой внутренний продукт на душу населения на 2003 год составляет 9468,51 реалов (данные: Бразильский институт географии и статистики).
- Индекс развития человеческого потенциала на 2000 год составляет 0,802 (данные: Программа развития ООН).